# Belle-Vie-en-Auge
Belle-Vie-en-Auge es una comuna nueva francesa situada en el departamento de Calvados, de la región de Normandía.

## Historia
Fue creada el 1 de enero de 2017, en aplicación de una resolución del prefecto de Calvados de 8 de septiembre de 2016 con la unión de las comunas de Biéville-Quétiéville y Saint-Loup-de-Fribois, pasando a estar el ayuntamiento en la antigua comuna de Biéville-Quétiéville.

## Demografía
| Gráfica de evolución demográfica de Belle-Vie-en-Auge entre 1800 y 2013 |
|                                                                         |

Los datos entre 1800 y 2013 son el resultado de sumar los parciales de las dos comunas que forman la nueva comuna de Belle-Vie-en-Auge, cuyos datos se han cogido de 1800 a 1999, para las comunas de Biéville-Quétiéville y Saint-Loup-de-Fribois de la página francesa EHESS/Cassini. Los demás datos se han cogido de la página del INSEE.

## Composición
| Comuna delegada       | Código INSEE | Población (2013) | Superficie (km²) | Densidad (hab./km²) |
| --------------------- | ------------ | ---------------- | ---------------- | ------------------- |
| Biéville-Quétiéville  | 14527        | 338              | 20.10            | 17                  |
| Saint-Loup-de-Fribois | 14608        | 180              | 3.47             | 52                  |